# Ojaküla (Paide)
Ojaküla – wieś w Estonii, w prowincji Järva, w gminie Paide.